# Tito Carbone (calciatore)
Tito Carbone (fl. XX secolo) è stato un calciatore italiano, di ruolo centrocampista.

## Carriera
Con l'Andrea Doria disputa complessivamente 29 partite in massima serie nelle stagioni 1922-1923 e 1923-1924.
Lasciato il club doriano nel 1924, l'anno successivo milita nell'US Genovese.